# Trettachrinne

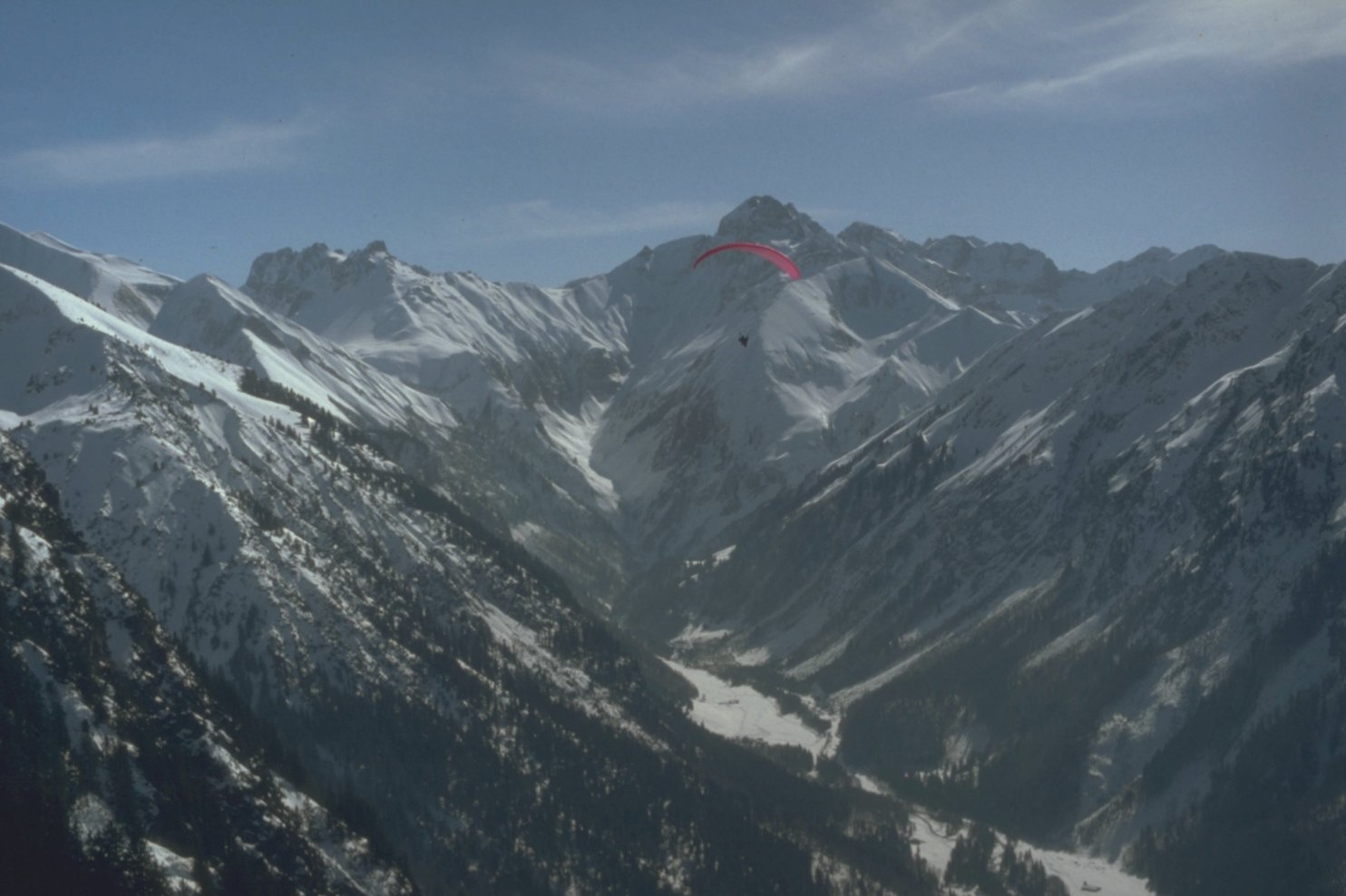
Die Trettachrinne ist links des roten Gleitschirms erkennbar. Sie läuft als Schneesammelbecken zur Trettachspitze steil hinauf.

Die Trettachrinne ist ein 1,2 Kilometer langes und bis zu 200 Meter breites Schneefeld in den Allgäuer Alpen. Sie ist in einer steilen Nord-Schlucht zwischen Mädelegabel und Kratzer gelegen und somit gut vor direkter Sonneneinstrahlung geschützt. Zu Beginn ist sie sehr steil, flacht jedoch nach einem Kilometer ab. Am Ende des Schneefeldes entspringt die Trettach, welche dann später in die Iller einmündet.